# Pisodonophis semicinctus
Pisodonophis semicinctus är en fiskart som först beskrevs av Richardson, 1848.  Pisodonophis semicinctus ingår i släktet Pisodonophis och familjen Ophichthidae. Inga underarter finns listade i Catalogue of Life.